# Zofia Zwolińska
Zofia Zwolińska (* 9. Mai 1949 in Warschau als Zofia Czwarno) ist eine ehemalige polnische Leichtathletin, die sich auf den Sprint spezialisiert hat.

## Sportliche Laufbahn
Zofia Zwolińska trat nur bei den Leichtathletik-Halleneuropameisterschaften 1975 in Katowice international in Erscheinung und gewann dort mit der polnischen 4-mal-320-Meter-Staffel in 2:49,6 min gemeinsam mit Genowefa Błaszak, Krystyna Kacperczyk und Danuta Piecyk die Bronzemedaille hinter den Teams aus der Sowjetunion und der Bundesrepublik Deutschland.